# Municipio de San Sebastián Abasolo
El municipio de San Sebastián Abasolo es uno de los 570 municipios del estado mexicano de Oaxaca. Su cabecera es la localidad de San Sebastián Abasolo.

## Geografía
El municipio de San Sebastián Abasolo colinda al norte con los municipios de Rojas de Cuauhtémoc, Santa María Guelacé, San Francisco Lachigoló y San Jerónimo Tlacochahuaya; al este con el municipio de San Juan Guelavía; al sur con los municipios de Santa Cruz Papalutla y San Sebastián Teitipac; y al oeste con el municipio de San Agustín de las Juntas.

## Localidades
El municipio de San Sebastián Abasolo cuenta con cuatro localidades.
| Localidad              | Población (2020) |
| ---------------------- | ---------------- |
| San Sebastián Abasolo  | 1537             |
| Santa Rosa Buena Vista | 450              |
| Rompe Capa             | 10               |

## Gobierno
El municipio de San Sebastián Abasolo se rige mediante el sistema de usos y costumbres.
| Presidente municipal              | Periodo   |
| --------------------------------- | --------- |
| Delfino Guadalupe Soriano Morales | 1996-1998 |
| Juan Gutiérrez Morales            | 1999-2001 |
| Enrique Martínez Mateo            | 2002-2004 |
| Pablo Soriano                     | 2005-2007 |
| Floro Vázquez                     | 2008-2010 |
| Venancio Vázquez                  | 2011-2013 |
| Humberto Andrés García            | 2014-2016 |
| Dionisio Mateo Gutiérrez          | 2017-2019 |
| Maximino García Pérez             | 2020-2022 |
| María Sara Gómez Galán            | 2023-2025 |